# 重庆轨道交通2号线
重庆轨道交通2号线是中华人民共和国重庆市开通运营的第一条城市轨道交通线，也是中国西部地区第一条城市轨道交通线，同时也是中國第一条采用跨座式单轨的城市轨道交通线。重庆轨道交通2、3号线采用日本ODA和日立单轨技术建设。
2号线途经渝中区、九龙坡区、大渡口区、巴南区，服务于核心城区的商业区、公共活动区等大型客流集散点。一期工程14.35公里，2004年11月6日开始觀光试运行，2004年12月11日开通试运营，2005年6月正式运行。二期工程从大堰村至新山村，全程4.7公里，于2006年7月1日开始运行。新山村到鱼洞段于2014年12月30日开通运行，天堂堡到鱼洞区间曾为独立运行区间，乘客需要在天堂堡站同台换乘。但从2017年8月9日起，2号线较场口到鱼洞区间贯通运营，实行“较场口——天堂堡”和“较场口——鱼洞”的大小交路，乘客乘坐大交路列车不再需要在天堂堡站换乘。目前2号线总长度达到31.3公里。

## 概述
重庆轨道交通2号线是为了解决日益增长的公交流量而建设的一条轨道交通线路。一、二期线路途经渝中区、九龙坡区、大渡口区内，东起重庆商业中心附近的较场口，西抵重庆钢铁基地新山村，又称较新线。线路大部份位于地面上，部分线路需开凿隧道位于地面以下（大坪至佛图关段和黄花园至较场口段），其中渝中区临江门、大坪段的部分隧道是沿用了1966-1972年间三线建设时期修建的一系列战备防空洞系统（3号线亦有近1.5公里使用了渝中区的战备防空洞系统），其中2号线临江门站的站房主体和穹顶，是渝中区原有的人防工程系统的一部分。原有的弧形穹顶是渝中区防氢爆人防工程的一部分，现站房穹顶结构亦能看到原弧形结构。
重庆轨道交通2号线一、二期线路全长19.15公里（地下2.2公里），设18座车站（地下3座），维修基地一座，控制中心一座，主变电站两座，一期工程初期配车21列84辆(每列车4辆编组，远期根据客流情况可实行6辆或8辆编组）。全线建成后，可形成最大单向3万人次/小时的客运能力，年客运量可达2亿人次，全线工程总投资43亿元（平均每公里造价2.3亿元）。

## 建設過程[3]
- 1988年，重庆市政府宣布将建设市中心区到新山村的轨道交通线路，組建重慶市軌道交通線路規劃與預可行性研究工作組。
- 1993年，日本國際協力事業團專家在渝開展了較～新線工程可行性調查。
- 1994年，重庆轨道交通2号线项目建议书通过国家评估，被国家列入日本政府贷款计划。
- 1996年，完成重庆轨道交通2号线项目可行性研究报告，完成环境评价报告。
- 1999年，重庆轨道交通2号线项目建议书获得國家計委批准，工程可行性研究报告通过国家评估。重庆轨道交通2号线一期工程被列为国家西部开发十大重点工程和国债项目。6月试验段动工，9月批准初步设计，12月26日正式全面开工。
- 2000年12月5日，重慶市軌道交通2号线較場口～新山村線路一期工程正式開工。
- 2001年，重庆轨道交通2号线项目271亿日元贷款签约，开始国际招标采购机电设备。
- 2002年，重庆轨道交通2号线延伸段（大堰村～新山村）工程获国家批准。车辆采购合同签署。
- 2003年10月27日，重庆轨道交通2号线一期工程实现“轨通”目标。
- 2004年6月28日，第一列車輛在大坪至動物園段「試通車」取得圓滿成功。
- 2004年8月18日，第二列車輛又正式上線，並成功完成了大堰基地至較場口地下車站的全線試通車。
- 2004年11月6日，重庆轨道交通2号线一期工程大坪至動物園段开始观光載客运行[4]。
- 2004年12月11日，開始一期全線觀光運行。
- 2004年12月28日，重庆轨道交通2号线一期工程开始试运行，停靠站點由觀光運行期間的5個增加到13個，黃花園、佛圖關、謝家灣和曾家岩4個站不停靠[5]。
- 2005年4月9日，佛圖關站開通[6]。
- 2005年6月15日，曾家岩站開通。
- 2005年6月18日，重庆轨道交通2号线一期工程开始正式运行。
- 2006年6月8日，重庆轨道交通2号线二期工程开始模拟运行。
- 2006年7月1日，重庆轨道交通2号线二期工程开始试运行。
- 2006年7月10日，重庆轨道交通2号线二期工程开始正式运行。
- 2007年，中铁二院工程集团和重庆市规划局汇报了重庆铁路枢纽第三座客运站的规划，提出新建一条2号线的支线连接新车站；后来新车站重新选址（即今重庆西站），这一提议也被放弃[7]。
- 2014年12月30日，重庆轨道交通2号线新山村至鱼洞段开通运营。[8]

## 特点

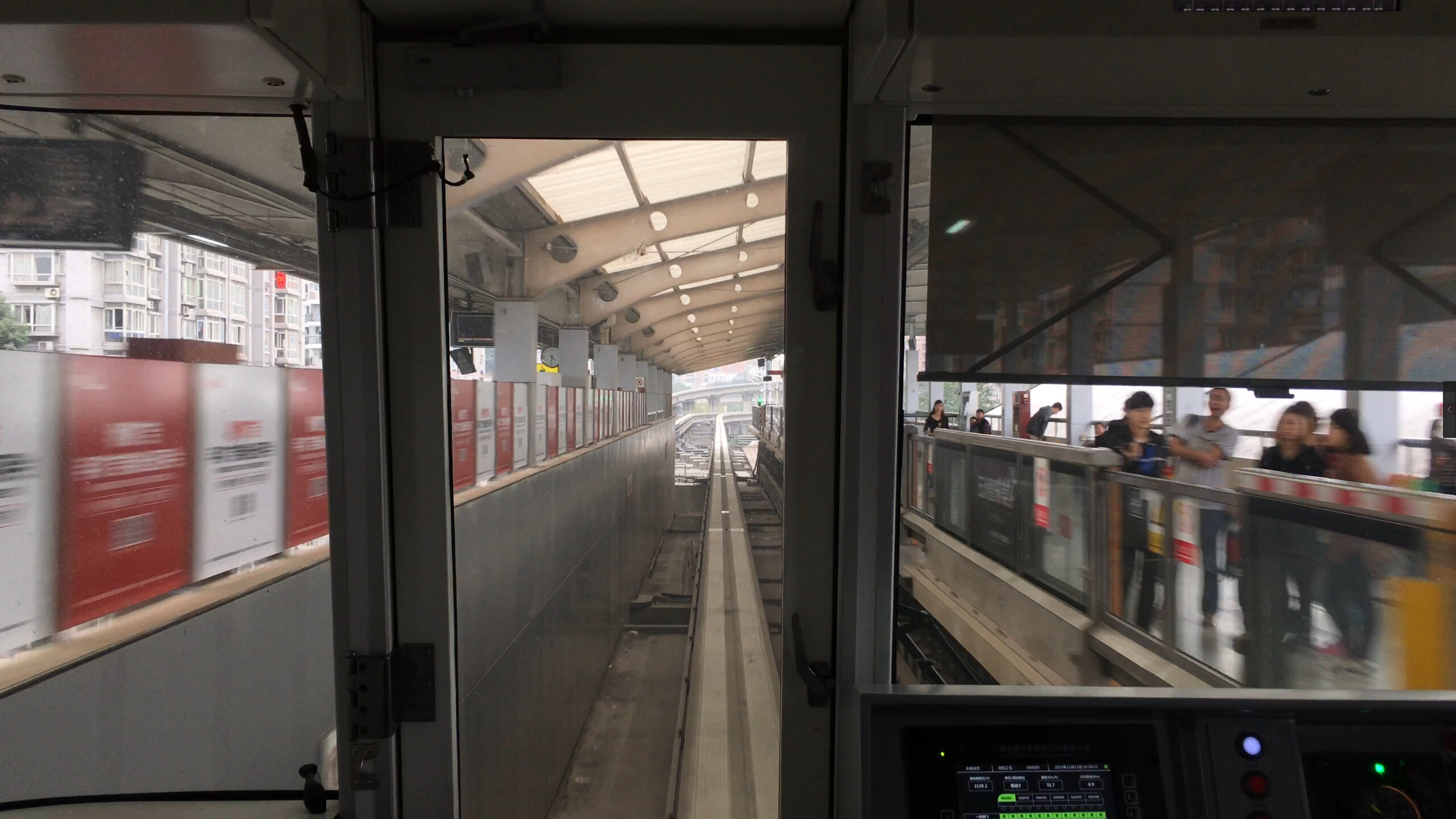
2号线列车透过司机室后窗玻璃观看到的场景

重庆轨道交通2号线不同于一般的地铁，它根据重庆山高坡陡道路曲折的地形特征采用了噪声小、转弯半径小、爬坡能力强的高架跨座式单轨交通系统。亦是中国第一次引进的中运量胶轮单轨系统，该系统转弯半径小（150米）；爬坡能力强（60‰）；采用橡胶轮胎，车辆运行噪音极低（70分贝以下，如钢轮系统则80～90分贝），具有明显的环保特性；独特的高架轨道梁占用道路少（3米），体量轻巧（0.85米×1.5米），透光性佳，可立体绿化，一部分路線及車站穿越大樓結構內部，與大樓共構。
由于2号线是由日本政府贷款修建，而列车最初也由日本引进，整个网络的导向标志也由日本公司设计。而本线曾是国内少数施行两司机制度的城市，也就是车头的司机只负责开车，车尾的列车长则负责关门，这点也和日本大部分铁路运营相同（地下车站除外）。

## 车辆

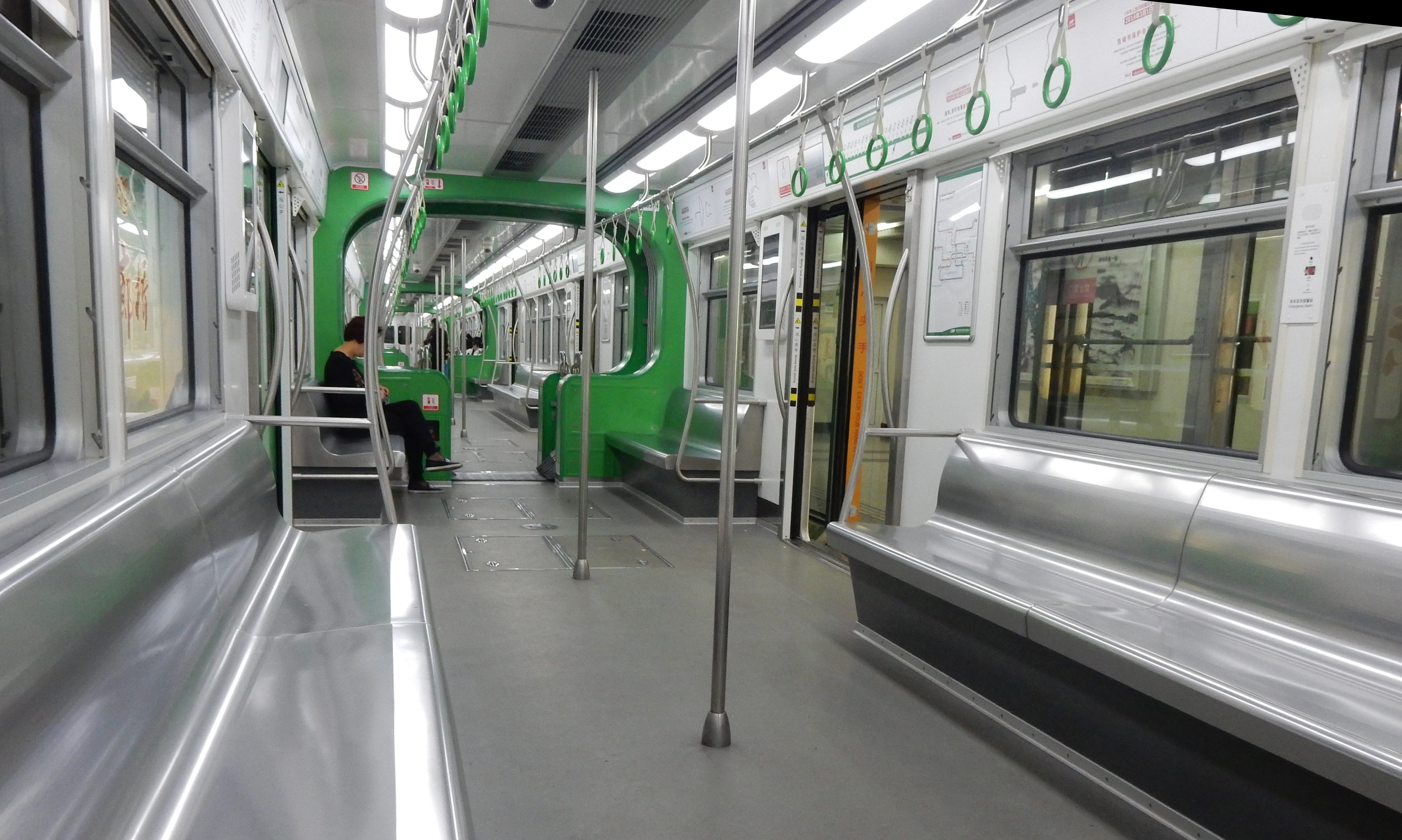
2号线列车内部

2号线采用由日立株式会社转让的大型跨座式单轨技术，列车原型为大阪高速鐵道1000系车辆，初期采用4辆编组，预留扩编到8辆编组的能力。4编列车全长60.2米、定员632人；8编列车全长118.6米、定员1292人。编组为Mc+M+M+Mc，DC1500V刚性接触网供电，12台105kW三相异步牵引电机，最大速度80km/h，行驶速度约35km/h。列车前部司机室门和两侧隔板上均有大幅全透明玻璃，可供乘客观看司机操作及前方风景。
2号线目前配车49列，头2列为日立原装，从第3列起为长春轨道客车制造，从第22列起为设在江北鱼嘴的重庆长客城市轨道交通车辆有限责任公司制造，第28列起（6节编组车）于2012年第三季度于大堰村站旁边的大堰车辆段制造。
2022年3月，由长春轨道客车制造的8节编组列车在较场口~天堂堡段开展空载调试，并于4月23日起上线载客运营。

## 线路

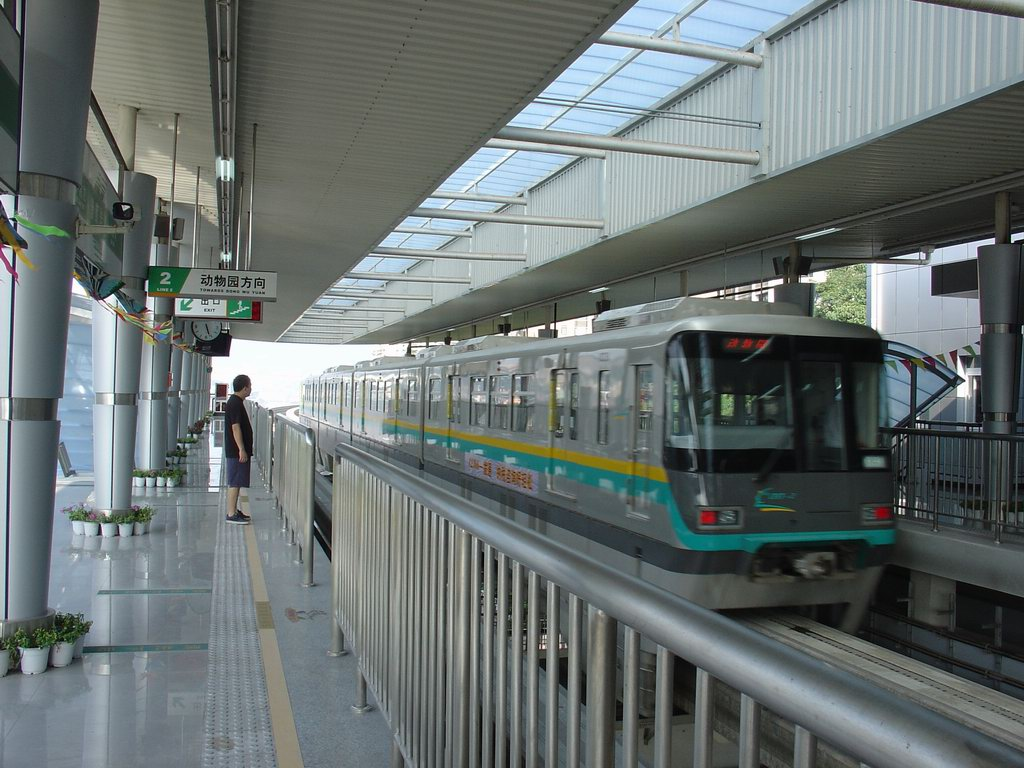
重庆轨道交通2号线(杨家坪站)，拍摄时未装安全门

重庆轨道交通2号线最初规划为朝天门至新山村，后来起始站从朝天门调整为较场口，而终点站也从新山村改到了九宫庙附近的大渡口汽车站。
为了减少拆迁量、降低造价，在渝中半岛段的线路没有沿人流量最大的城市主干道中山路和长江路，而选择了人流量相对较少的嘉陵江滨江路及李子坝正街穿隧道至大坪。这也从一定程度上影响的了这条线路的利用率。
为减小工程量，2号线除在较场口至临江门、佛图关至大坪区间以隧道穿越城区外，其余部分为高架线，大部分线路沿既有道路中心线架设。轨道为宽0.85m、高1.5m的预应力混凝土（PC）轨道梁。高架桥墩为适应架设条件，有T形、倒L形、门形等多种形式。
由于采用跨座式单轨系统，正线最小曲线半径150m，最大限坡60‰，较好地适应了重庆市区地形起伏、道路狭窄的特点。2号线是中国在运营城市交通中落差最大的一条，总高程落差达115米，创下世界城市轨道交通之最。
由于采用橡胶轮（内充高压氮气）+PC轨道梁，运行噪声及振动远远低于采用钢轮钢轨的传统地铁，因此2号线通过的居民区均不再另外安装隔音屏障。经过5年的运行，被誉为“中国最安静的轨道交通线”。

## 车站列表
2号线共设25座车站。除较场口、临江门、大坪3站为地下站外，其余均为高架站。车辆段在大堰村、白居寺。所有车站站台有效长度120米，具备容纳8辆编组列车的能力。高架站台有半高安全门，地下站台有全高屏蔽门。
| 重庆轨道交通2号线车站列表 |          |              |                |                   |                 |          |                          |          |          |
| 车站编号                  | 车站名称 | 英文名称     | 开通日期       | 与前站间距 （km） | 累计距离 （km） | 车站类型 | 车站类型                 | 换乘线路 | 所在地   |
| 车站编号                  | 车站名称 | 英文名称     | 开通日期       | 与前站间距 （km） | 累计距离 （km） | 结构     | 站台                     | 换乘线路 | 所在地   |
| 2/01                      | 较场口   | Jiaochangkou | 2004年12月28日 | -                 | 0               | 地下站   | 侧式站台                 | 1号线    | 渝中区   |
| 2/02                      | 临江门   | Linjiangmen  | 2004年12月28日 | 0.58              | 0.58            | 地下站   | 岛式站台                 | -        | 渝中区   |
| 2/03                      | 黄花园   | Huanghuayuan | 2005年6月18日  | 1.17              | 1.75            | 高架站   | 侧式站台                 | -        | 渝中区   |
| 2/04                      | 大溪沟   | Daxigou      | 2004年12月28日 | 0.70              | 2.45            | 高架站   | 侧式站台                 | -        | 渝中区   |
| 2/05                      | 曾家岩   | Zengjiayan   | 2005年6月15日  | 0.82              | 3.27            | 高架站   | 侧式站台                 | 10号线   | 渝中区   |
| 2/06                      | 牛角沱   | Niujiaotuo   | 2004年12月28日 | 1.04              | 4.31            | 高架站   | 侧式站台                 | 3号线    | 渝中区   |
| 2/07                      | 李子坝   | Liziba       | 2004年12月28日 | 1.00              | 5.31            | 高架站   | 侧式站台                 | -        | 渝中区   |
| 2/08                      | 佛图关   | Fotuguan     | 2005年4月9日   | 0.81              | 6.12            | 高架站   | 侧式站台                 | -        | 渝中区   |
| 2/09                      | 大坪     | Daping       | 2004年12月28日 | 1.54              | 7.66            | 地下站   | 岛式站台                 | 1号线    | 渝中区   |
| 2/10                      | 袁家岗   | Yuanjiagang  | 2004年12月28日 | 1.53              | 9.19            | 高架站   | 侧式站台                 | -        | 九龙坡区 |
| 2/11                      | 谢家湾   | Xiejiawan    | 2006年7月10日  | 1.21              | 10.40           | 高架站   | 侧式站台                 | 环线     | 九龙坡区 |
| 2/12                      | 杨家坪   | Yangjiaping  | 2004年12月28日 | 1.32              | 11.72           | 高架站   | 侧式站台                 | 18号线   | 九龙坡区 |
| 2/13                      | 动物园   | Zoo          | 2004年12月28日 | 0.99              | 12.61           | 高架站   | 一侧一岛站台（非相对式） | -        | 九龙坡区 |
| 2/14                      | 大堰村   | Dayancun     | 2006年7月1日   | 1.05              | 13.76           | 高架站   | 侧式站台                 |          | 九龙坡区 |
| 2/15                      | 马王场   | Mawangchang  | 2006年7月1日   | 1.15              | 14.81           | 高架站   | 侧式站台                 | -        | 九龙坡区 |
| 2/16                      | 平安     | Ping'an      | 2006年7月1日   | 1.05              | 15.86           | 高架站   | 侧式站台                 | -        | 大渡口区 |
| 2/17                      | 大渡口   | Dadukou      | 2006年7月1日   | 1.13              | 16.99           | 高架站   | 侧式站台                 | -        | 大渡口区 |
| 2/18                      | 新山村   | Xinshancun   | 2006年7月1日   | 1.16              | 18.15           | 高架站   | 侧式站台                 | -        | 大渡口区 |
| 2/19                      | 天堂堡   | Tiantangbao  | 2014年12月30日 | 0.42              | 18.57           | 高架站   | 岛式站台                 | -        | 大渡口区 |
| 2/20                      | 建桥     | Jianqiao     | 2014年12月30日 | 2.00              | 20.57           | 高架站   | 侧式站台                 | -        | 大渡口区 |
| 2/21                      | 金家湾   | Jinjiawan    | 2014年12月30日 | 1.33              | 21.90           | 高架站   | 侧式站台                 | -        | 大渡口区 |
| 2/22                      | 刘家坝   | Liujiaba     | 2014年12月30日 | 1.36              | 23.26           | 高架站   | 侧式站台                 | -        | 大渡口区 |
| 2/23                      | 白居寺   | Baijusi      | 2014年12月30日 | 1.71              | 24.97           | 高架站   | 岛式站台                 | 18号线   | 大渡口区 |
| 2/24                      | 大江     | Dajiang      | 2014年12月30日 | 3.70              | 28.67           | 高架站   | 侧式站台                 | -        | 巴南区   |
| 2/25                      | 鱼洞     | Yudong       | 2014年12月30日 | 1.18              | 30              | 高架站   | 双岛式站台               | 3号线    | 巴南区   |

## 列车时刻表
|        |        |          |        |          |        |          |        |          |
| 车站   | 工作日 | 工作日   | 工作日 | 工作日   | 双休日 | 双休日   | 双休日 | 双休日   |
| 车站   | 首班   | 首班     | 末班   | 末班     | 首班   | 首班     | 末班   | 末班     |
| 车站   | 往鱼洞 | 往较场口 | 往鱼洞 | 往较场口 | 往鱼洞 | 往较场口 | 往鱼洞 | 往较场口 |
|        |        |          |        |          |        |          |        |          |
| 较场口 | 06:30  |          | 23:00  |          | 06:30  |          | 23:00  |          |
| 临江门 | 06:32  | 06:32    | 23:02  | 00:00    | 06:32  | 06:38    | 23:02  | 00:00    |
| 黄花园 | 06:34  | 06:30    | 23:04  | 23:58    | 06:34  | 06:36    | 23:04  | 23:58    |
| 大溪沟 | 06:36  | 06:34    | 23:06  | 23:56    | 06:36  | 06:34    | 23:06  | 23:56    |
| 曾家岩 | 06:38  | 06:32    | 23:08  | 23:54    | 06:38  | 06:32    | 23:08  | 23:54    |
| 牛角沱 | 06:30  | 06:30    | 23:11  | 23:51    | 06:30  | 06:30    | 23:11  | 23:52    |
| 李子坝 | 06:33  | 06:32    | 23:14  | 23:49    | 06:32  | 06:35    | 23:13  | 23:49    |
| 佛图关 | 06:35  | 06:30    | 23:15  | 23:47    | 06:34  | 06:33    | 23:15  | 23:47    |
| 大坪   | 06:38  | 06:32    | 23:18  | 23:44    | 06:37  | 06:30    | 23:18  | 23:44    |
| 袁家岗 | 06:30  | 06:33    | 23:21  | 23:41    | 06:40  | 06:37    | 23:21  | 23:41    |
| 谢家湾 | 06:33  | 06:30    | 23:24  | 23:38    | 06:43  | 06:35    | 23:24  | 23:38    |
| 杨家坪 | 06:35  | 06:35    | 23:26  | 23:36    | 06:45  | 06:32    | 23:26  | 23:36    |
| 动物园 | 06:30  | 06:32    | 23:29  | 23:33    | 06:32  | 06:30    | 23:29  | 23:33    |
| 大堰村 | 06:32  | 06:37    | 23:32  | 23:31    | 06:34  | 06:35    | 23:31  | 23:31    |
| 马王场 | 06:35  | 06:34    | 23:34  | 23:28    | 06:37  | 06:32    | 23:34  | 23:28    |
| 平安   | 06:37  | 06:32    | 23:37  | 23:26    | 06:39  | 06:30    | 23:37  | 23:26    |
| 大渡口 | 06:40  | 06:30    | 23:40  | 23:23    | 06:42  | 06:35    | 23:39  | 23:23    |
| 新山村 | 06:30  | 06:32    | 23:43  | 23:21    | 06:30  | 06:32    | 23:42  | 23:21    |
| 天堂堡 | 06:32  | 06:30    | 23:46  | 23:18    | 06:32  | 06:30    | 23:45  | 23:18    |
| 建桥   | 06:37  | 06:32    | 23:50  | 23:15    | 06:36  | 06:35    | 23:49  | 23:15    |
| 金家湾 | 06:39  | 06:30    | 23:52  | 23:12    | 06:38  | 06:33    | 23:51  | 23:12    |
| 刘家坝 | 06:30  | 06:40    | 23:54  | 23:10    | 06:41  | 06:30    | 23:53  | 23:10    |
| 白居寺 | 06:32  | 06:37    | 23:57  | 23:07    | 06:30  | 06:38    | 23:56  | 23:07    |
| 大江   | 06:38  | 06:32    | 00:02  | 23:02    | 06:35  | 06:32    | 00:01  | 23:02    |
| 鱼洞   |        | 06:30    |        | 23:00    |        | 06:30    |        | 23:00    |
|        |        |          |        |          |        |          |        |          |

## 运营及票價
- 2004年10月26日，市政府常務會確定轨道交通2号线一期大坪-動物園單程觀光票價15元/人。因為只有兩列車投入運行，要限制客流量。
- 2004年11月6日，開始觀光試運行，採取預售票制，預售票時間為每周四、五9點-17點整，售票地點有大坪站、動物園站，票價降為10元／單程·次[13]，售完為止（轨道交通列車滿載為每班600－700人。考慮到觀光運行期間的安全因素，每班車預售票將低於600張），每天發車4班，轨道交通的發車時間為每周六、周日上午，每天共發車4班，分別為：上午10點整，由大坪發車開往動物園；10點30分，由動物園發車開往大坪；11點整，由大坪發車開往動物園；11點30分，由動物園發車開往大坪[14]。
- 2004年12月28日，全線試運行：周一至周五的全程票價為10元/人次，區間票價5元/人次。周六、周日和節假日，全程和區間票價分別是12元/人次和6元/人次。
- 2005年2月，轨道交通票價調整為全程5元。節假日均不再加價。
- 2005年4月26日，市物價局舉行轨道交通票價聽證會。按聽證方案，轨道交通2号线起步票價設定為2元，全程票價5元或者6元。6月8日，市政府常務會審議確定轨道交通2号线（較場口-新山村）票價：起步價2元/人次，全程票價5元/人次，於6月18日較新線全線通車營運起執行。[15]
- 2006年1月5日，起步價首次下調降為一元，1元錢票價定位為3個站點，包含第3站。3站以上6站以內（含6站）為2元票價範圍；6站以上12站以內為第三段票價3元；較場口到動物園全程仍為4元，新山村站開通後，從較場口到新山村全程5元。

## 画廊

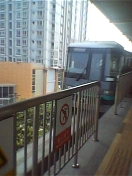
2号线4节编组車辆
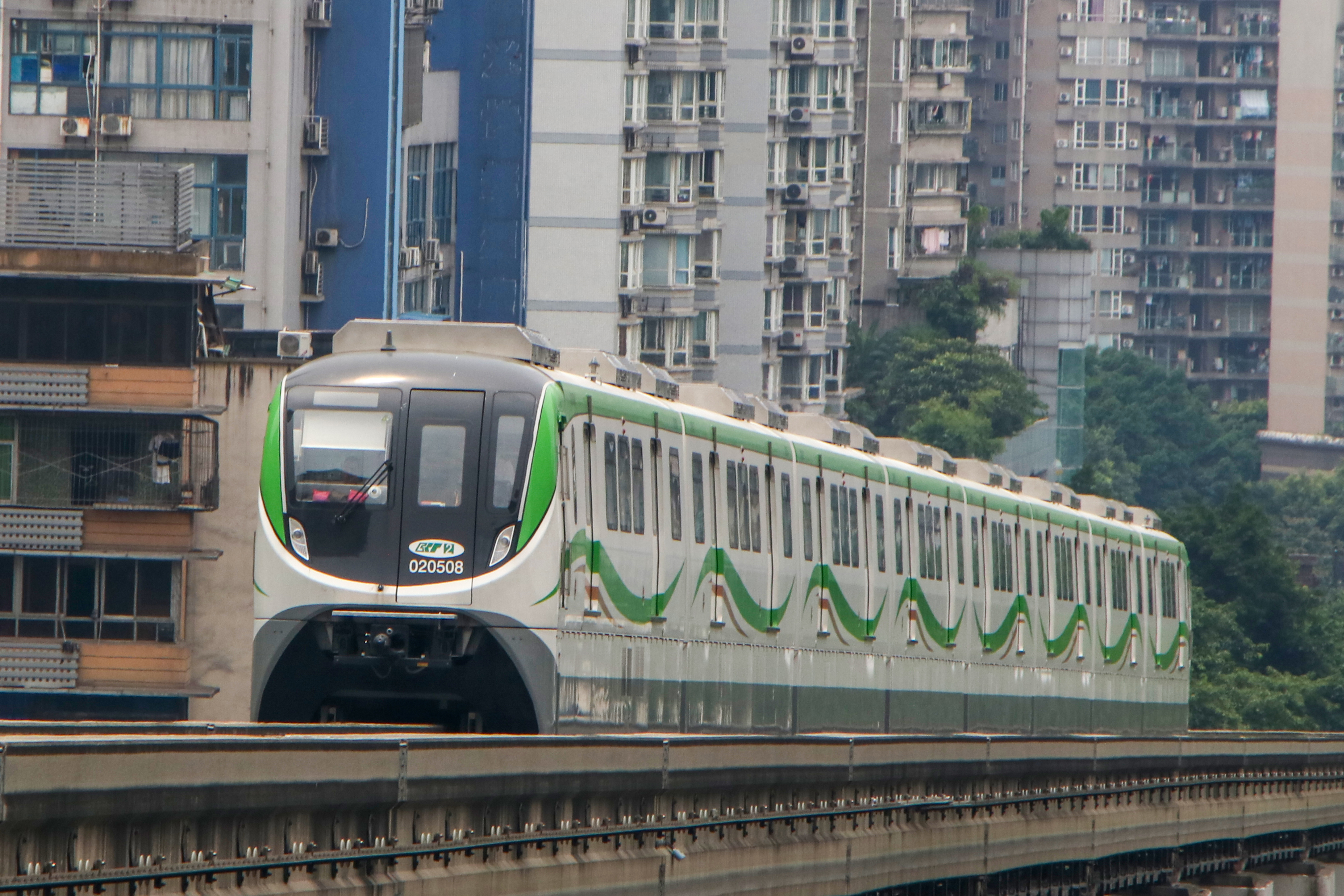
2号线8节编组車辆
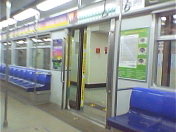
2号线4节编组車内
2号线列车经过李子坝站
- 2019年8月，媒体记者采访在李子坝站前拍照录像留念的游客